# Kopachi

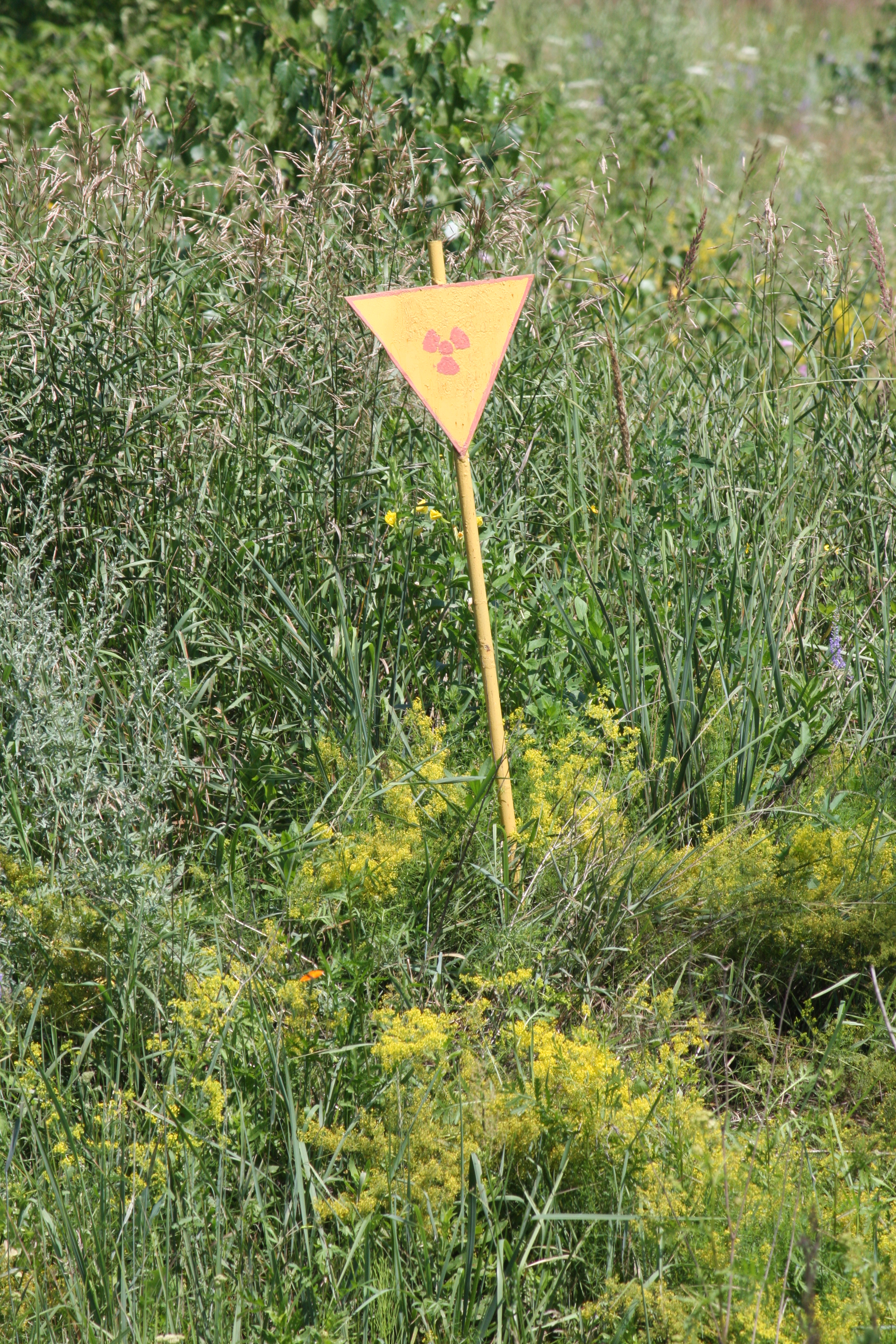
Aviso de radiação sobre uma das casas soterradas em Kopachi.

Kopachi foi uma vila perto da cidade de Chernobil, na Ucrânia. Após o acidente nuclear de Chernobil, em 1986, o vilarejo foi contaminado por radiação e posteriormente evacuado. Atualmente está dentro do raio da zona de exclusão de Chernobil, assim abandonada em 1986.
Foi o único assentamento humano afetado pelo desastre de Chernobil que teve todas as suas casas derrubadas e enterradas.